# روزانه‌های یک مرد شکست‌خورده
یومیات رجل مهزوم نام یکی از آلبوم‌های کاظم الساهر، خواننده، شاعر و آهنگساز عراقی است. این آلبوم که مشتمل بر ۱۰ آهنگ می‌باشد در سال ۲۰۰۵ میلادی و توسط شرکت عربستانی روتانا منتشر شد.

## آهنگ‌ها
- اراضی خدودها - ۵:۰۸
- اضحک - ۴:۱۰
- اتحبنی - ۷:۲۵
- انسی - ۵:۳۷
- برید بیروت - ۴:۴۰
- حب - ۵:۱۸
- ذکری - ۹:۰۵
- تحکی جد - ۵:۱۲
- غالی - ۴:۲۱
- مدینة الحب - ۱۰:۴۲
- یومیات رجل مهزوم - ۵:۵۵